# 가타노 히로미치
가타노 히로미치(일본어: 片野 寛理, 1982년 4월 6일 ~ )는 일본의 축구 선수이다.

## 구단 경력
도치기 SC, 기라반츠 기타큐슈에서 활동하였다.